# Edward Cecil James Woodford
Edward Cecil James Woodford, britanski general, * 1901, † 1988.